# Jean-Louis Gouttes
Jean-Louis Gouttes, né le 21 décembre 1739 à Tulle et mort le 26 mars 1794 à Paris, guillotiné, est un ecclésiastique et un homme politique français.

## Biographie
Fils de Pierre Gouttes « bourgeois » de Tulle, après des études au collège des Jésuites de Tulle il s'engage jeune dans un régiment de dragons, avant de devenir prêtre. En 1761 il est vicaire à Larrazet, dans le diocèse de Montauban. Il est ensuite vicaire à Roquemaure dans l'Albigeois. En 1775 il « monte » à Paris et devient vicaire au Gros Caillou, succursale de Saint-Sulpice. Il publie en 1780 Théorie de l'intérêt de l'argent tirée des principes du droit naturel, de la théologie et de la politique contre l'abus de l'imputation d'usure. 
Curé près de Bordeaux, puis à partir de 1787 d'Argeliers, près de Béziers il est un des meneurs du bas-clergé de son diocèse, réclamant l'augmentation de la portion congrue, puis est élu, le 27 mars 1789, député du clergé aux États généraux de 1789 pour la sénéchaussée de Béziers, avec 185 voix sur 311. Il est l'un des 148 membres du clergé qui rallient le tiers-état dès le 19 juin 1789. Il se montre député actif, intervenant fréquemment sur les questions financières et religieuses. Ce n'est donc pas un hasard si du 29 avril au 8 mai 1790, il est le 24e président de l'assemblée constituante. 
Le 15 février 1791, en remplacement de Talleyrand démissionnaire, il est élu évêque d'Autun par l'assemblée des électeurs du département, réunie à Mâcon sous la présidence de Claude Larmagnac : il recueille au second tour de scrutin 178 suffrages pour 347 votants. Sacré à Paris le 3 avril, en même temps que plusieurs autres évêques élus, il arrive à Autun le 7 avril et est installé le 10 avril évêque constitutionnel de Saône-et-Loire (ex. évêché d'Autun). Le territoire de son évêché regroupe ceux des anciens diocèses de Chalon, Mâcon et Autun. Le 3 septembre 1791, il est élu administrateur du département.

## L'évêque à Autun
Les sources varient : « homme de cœur » et révolutionnaire modéré pour Auguste Marcade, il pille le diocèse en « scélérat » pour Jean Orieux. Anatole de Charmasse, peu enclin à louer les révolutionnaires, déclare ne pouvoir souscrire « à une maligne interprétation » et souligne « la bienveillance attendrie » qui ressort de ses portraits.
Inconnu en Saône-et-Loire, il n'est pas sans réputation de prêtre intègre, attaché au nouveau régime, et de député actif. Deux autres départements faillirent l'élire évêque, l'Aude et le Lot. Si à l'échelon du département de Saône-et-Loire, le clergé paroissial fut majoritairement « jureur », de l'ordre de 61 % selon l'historien Timothy Tackett, il n'en fut pas de même au chapitre cathédral d'Autun et dans les paroisses de la ville, majoritairement réfractaire. Le nouvel évêque fut donc amené à « importer ses collaborateurs », dont le premier vicaire épiscopal Pierre Victor Lanneau, qui avait été un temps professeur au collège de Tulle. Or Lanneau évolua rapidement vers des positions antireligieuses, renonçant à la prêtrise et devenant le président de la Société populaire puis du district d'Autun. Il devint le principal accusateur de l'évêque, demandant sa démission. Jean-Louis Gouttes refusa.  
Ayant protesté contre la suppression totale du culte et contre la Terreur, il est arrêté le 18 nivôse an II (7 janvier 1794) par le comité révolutionnaire d'Autun. Transféré à Paris le 4 février, incarcéré à la Conciergerie, condamné à mort par le Tribunal révolutionnaire le 6 germinal an II, il est guillotiné le soir-même, ce 26 mars 1794. Philippe Séguin termine la présentation de ce prédécesseur en écrivant :

« Ainsi l'évêque mourut en martyr. Pas plus qu'à Grégoire vivant l'Église ne rendit justice à son souvenir (...) Jean-Louis Gouttes, curé éducateur et évêque actif, est tombé dans l'oubli. »

## Armoiries
- Sceau ovale :  portant une croix rayonnante et sortant au milieu des nuages, avec cette légende : Évèché du département de Saône-et-Loire